# Ursula Dronke
Ursula Miriam Dronke (Geburtsname: Ursula Miriam Brown; * 3. November 1920 in Sunderland, Tyne and Wear; † 8. März 2012 in Cambridge) war eine britische Sprach- und Literaturwissenschaftlerin, die sich insbesondere mit der altnordischen Sprache sowie der altnordischen Literatur befasste und als Spezialistin der Sagas und der Lyrik des mittelalterlichen Islands galt sowie ab 1969 eine umfangreiche Ausgabe der Poetischen Edda veröffentlichte, einer mittelalterlichen Anthologie großer isländischer Gedichte.

## Leben

### Studium und erste wissenschaftliche Arbeiten
Ursula Brown verzog 1924 mit ihrer Familie nach Newcastle upon Tyne, nachdem ihr Vater Lektor an der Newcastle University wurde. Nach dem Besuch der dortigen Church High School begann sie 1939 ein Studium der Fächer Französische Sprache und Französische Literatur an der Universität Tours, musste das dortige Studium nach der Besetzung Frankreichs durch die deutsche Wehrmacht zu Beginn des Zweiten Weltkrieges 1940 abbrechen.
Nach ihrer Rückkehr nach England absolvierte sie mit Unterstützung durch ein Mary Ewart-Stipendium ein Studium der Anglistik am Somerville College der University of Oxford und schloss dieses Studium 1942 ab. Anschließend wurde sie Mitarbeiterin im Handelsministerium (Board of Trade), ehe sie 1946 an das Somerville College zurückkehrte und dort ein postgraduales Studium der altnordischen Wissenschaften aufnahm. Zu ihren Professoren gehörten die führenden britischen Fachleute für altnordische Studien, Gabriel Turville-Petre und J. R. R. Tolkien.
1949 schloss sie dieses Studium mit einem Bachelor of Letters (B.Litt.) ab, wobei ihre Arbeit über die altnordische Flóamanna saga über Þorgil ihre erste große literarische Arbeit wurde und nach ihrer Veröffentlichung 1952 schnell internationale Anerkennung fand.
Im Anschluss war sie zwischen 1950 und 1961 Fellow und Tutor für die englische Sprache am Somerville College und traf dort 1959 bei einem Treffen der Gesellschaft für Mediävistik Peter Dronke (1934–2020), den sie 1960 heiratete. 1962 zogen sie nach Cambridge, nachdem Peter Dronke einen Lehrauftrag für Mittellatein an der University of Cambridge angenommen hatte.

### Veröffentlichungen über diePoetische Eddaund Lehrtätigkeiten

#### Lehrtätigkeiten in München und Oxford
1969 veröffentlichte sie den ersten Band einer umfangreichen Ausgabe der Poetischen Edda, einer mittelalterlichen Anthologie mythologischer und heroischer großer isländischer Gedichte wie dem Atlilied.
Zu Beginn der 1970er Jahre war sie zeitweilig Professorin am Lehrstuhl für Skandinavistik der Ludwig-Maximilians-Universität München.
1976 übernahm sie die Guðbrandur Vigfússon-Dozentur für altisländische Literatur sowie Altertümer an der University of Oxford und lehrte dort bis zu ihrem Ruhestand 1988. Zugleich war sie Fellow am dortigen Linacre College. Während dieser Zeit unterrichtete sie zahlreiche Studenten, die später weltweit selbst Dozenten und Professoren an verschiedenen Universitäten wurden.

#### Übersetzung des GedichtsVöluspá
1997 veröffentlichte sie den zweiten Band der altisländischen Literatur, der ihre Übersetzung des Gedichts Völuspá enthielt, dessen textliche Komplexität und anspielungsreiche Unklarheit unvergleichlich sind.
In Völuspá wird von einer mysteriösen Seherin gesprochen, die, wie es scheint, von Gott Odin gerufen wurde, und übermittelt gegen ihren Willen das arkane Wissen, das sie allein kennt. Dieses beinhaltet die Entstehung der Welt (und sogar die Zeit davor), und dann deren Ende Ragnarök, die große nordische Apokalypse des Weltuntergangs, den sie in dramatischen Details schildert. In ihrer Übersetzung gelang Ursula Dronke, mit endloser Geduld und nach jahrelangen Studien, ein überzeugendes Verständnis für die literarische Dynamik des Textes mit seinen Zwischenspielen von medialen Stimmen, und seinen plötzlichen Wechseln von Vergangenheit, Gegenwart und Zukunft. Während für die meisten altnordischen Gelehrten die Völuspá eine Herausforderung war, stellte sie das Gedicht als Kunstwerk wieder her.

#### Spätere Veröffentlichungen
Daneben verfasste sie zusammen mit ihrem Ehemann einige weitere Fachschriften, die durch ihre tägliche gemeinsame Lehr- und Forschungstätigkeit geprägt waren. 1997 erschien außerdem unter dem Titel Myth and Fiction in Early Norse Lands eine Sammlung ihrer Essays. Darin befasste sie sich mit der altnordischen Literatur im Allgemeinen wie auch mit der altnordischen Mythologie im Besonderen sowie mit deren Kontext zu den indogermanischen Traditionen und dem mittelalterlichen europäischen Wissen.
Zuletzt erschien 2000 der dritte Band der Poetischen Edda; der vorgesehene vierte Band wird aufgrund ihres Todes fragmentarisch bleiben. Gleichwohl dominierten die drei von ihr veröffentlichten Bände weltweit die Studien der Edda durch die Komplexität ihrer literarischen Analysen und die enorme Breite ihres Hintergrundwissens, die sie auf die Dichtkunst des Werkes übertrug.
Zu Sicherstellung der altnordischen Studien an der University of Oxford gelang es ihr auch, finanzielle Fördermittel von der schwedischen Unternehmerfamilie Rausing zu erhalten.

## Veröffentlichungen (Auswahl)
- als Herausgeberin: The Poetic Edda. Edited with translation, introduction and commentary. Clarendon Press, Oxford u. a. 1969–2011
  - Band 1: Heroic Poems. 1969; ISBN 0-19-811497-4, ISBN 978-0-19-811497-0
  - Band 2: Mythological Poems. 1997, ISBN 0-19-811181-9, ISBN 978-0-19-811181-8
  - Band 3: Mythological Poems II. 2011, ISBN 0-19-811182-7, ISBN 978-0-19-811182-5.
- mit Peter Dronke: Barbara et antiquissima carmina. Universidad Autónoma de Barcelona, Barcelona 1977, ISBN 84-600-0992-0.
- The role of sexual themes in Njáls Saga. The Dorothea Coke Memorial Lecture in Northern Studies delivered at University College London, 27 May 1980. University College London u. a., London 1981.
- als Herausgeberin mit Guðrún P. Helgadóttir, Gerd Wolfgang Weber, Hans Bekker-Nielsen: Specvlvm Norroenvm. Norse Studies in Memory of Gabriel Turville-Petre. Odense University Press, Odense 1981, ISBN 87-7492-289-0.
- Myth and fiction in early Norse lands (= Variorum Collected Studies Series. 524). Variorum, Aldershot u. a. 1996, ISBN 0-86078-545-9.